# Carmzow-Wallmow
Carmzow-Wallmow est une commune allemande de l'arrondissement d'Uckermark, Land de Brandebourg.

## Géographie
Carmzow-Wallmow se situe dans la moraine entre les vallées parallèles de l'Uecker et de la Randow. Son territoire se caractérise par de nombreux petits lacs et étangs ainsi que par une agriculture intensive et peu de zones forestières.
La commune comprend les quartiers de Carmzow et Wallmow.
| Schönfeld    |                 |         |
| Schenkenberg | Carmzow-Wallmow | Brüssow |
|              | Randowtal       |         |

## Histoire
Les découvertes archéologiques entre l'église de Carmzow et le Bröckersee permettent de supposer l'existence d'une colonie slave au XIIe siècle. Carmzow est mentionné pour la première fois en 1354 sous le nom de Karnssow.
Wallmow est mentionné pour la première fois en 1283.
Les communes de Carmzow et Wallmow fusionnent le 31 décembre 2001.

## Personnalités liées à la commune
- Friedrich Sarow (1905-1983), journaliste

## Source, notes et références
- (de) Cet article est partiellement ou en totalité issu de l’article de Wikipédia en allemand intitulé « Carmzow-Wallmow » (voir la liste des auteurs).